# Анодна батарея

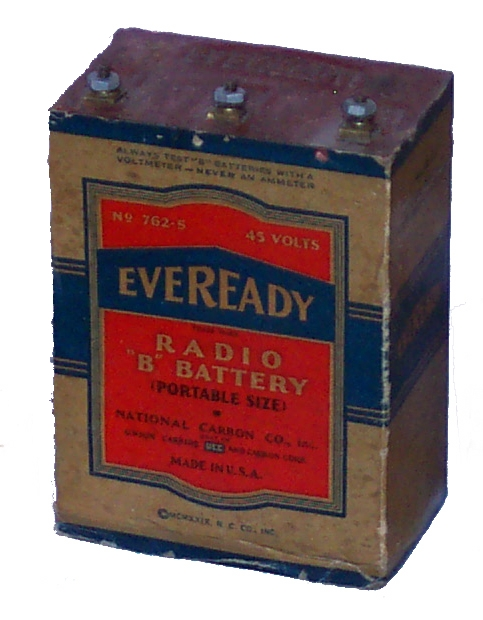
45-вольтова анодна батарея виробництва США

Ано́дна батаре́я — батарея з сухих елементів або акумуляторів, призначена для живлення лампової радіоапаратури з автономним живленням. Являє собою батарею з послідовно з'єднаних гальванічних елементів (зазвичай марганцево-цинкових). Термін «Анодна батарея» вживається також як умовна назва будь-якого джерела напруги, яку подають на анод (батарея, випрямляч, перетворювач тощо).
Напруга більшості анодних батарей лежить у межах від декількох десятків до ста і більше вольт. Батареї можуть бути з'єднані разом послідовно для отримання необхідної робочої напруги.
У Великій Британії та в деяких інших країнах, анодна батарея батарея була відомою під назвою «батарея високої напруги» (англ. high tension battery).
Незважаючи на те, що батарейна лампова апаратура практично вийшла з ужитку, анодні батареї випускаються промисловістю досі для використання в інших цілях.

## Характеристики деяких анодних батарей
Нижче наведені характеристики деяких анодних батарей, що випускалися в СРСР.
| Найменування                      | ЕРС, В                | Початкова ємність, А•год | Призначення                             |
| --------------------------------- | --------------------- | ------------------------ | --------------------------------------- |
| 31-САМЦЧ-0,02 (ГБЧ-СА-30, «Слух») | 31                    | 0,02                     | Для слухових апаратів                   |
| 65-АНМЦ-1,3п («Тула»)             | 65 (анод) 2,5 (накал) | 1,3 29,5                 | Для радіоприймачів                      |
| 70-АМЦГ-5 (БС-Г-70, «Дружба»)     | 70                    | 5                        | Для радіоприймачів                      |
| 68-АМЦ-Х-0,6 (БАС-60-Х-0,6)       | 68                    | 0,6                      | Для радіоприймачів та апаратури зв'язку |
| 87-ПМЦГ-0,15 (ГБ-80)              | 87                    | 0,15                     | Для приймачів і дозиметричної апаратури |
| 102-АМЦ-У-1,0 (БАС-80-У-1,0)      | 102                   | 1,0                      | Для радіоприймачів та апаратури зв'язку |
| 120-АМЦГ-0,27 (БАС-Г-120)         | 120                   | 0,27                     | Для радіоприймачів та апаратури зв'язку |

Окрім сухих анодних батарей (БАС), готових до експлуатації, до 1930-х — початку 1940-х рр. випускалися і «мокрі» (БАМ), які працювали з рідким електролітом. Перед використанням такої батареї до її елементів необхідно було залити воду. «Мокрі» батареї радіоаматори успішно виготовляли самі.